# Фалассий Сирийский
Фала́ссий (др.-греч. Θαλάσσιος; лат. Thalassius; IV век — V век) — христианский подвижник, сирийский пустынник, преподобный.
Сведения о жизни Фалассия сообщает Феодорит Кирский в 22-й главе своей книги «История боголюбцев», они очень скудные. Фалассий выбрал местом своего монашества холм средних размеров. Этот холм находился недалеко от селения с названием Тиллима (др.-греч. Τιλλίμα); в прежнее время селение было местом проповеди учения Маркиона. Во времена Фалассия и Феодорита селение было уже просвещено христианским учением. На холме Фалассий устроил себе келью, в которой жил. Феодорит высоко отзывается о Фалассие, он называет его дивным мужем, украшенным многими добрыми качествами, простотой нрава, кротостью и смиренномудрием превосходящим своих современников. Феодорит много раз посещал подвижника и наслаждался сладостными беседами с ним. Среди учеников Фалассия Феодорит называет Лимния. Лимний долго жил с Фалассием, а впоследствии перешёл к Марону.
Память Фалассия совершается в один день с Лимнием. До XVIII века в Прологе на церковнославянском языке описание жизней Фалассия и Лимния помещено в одной главе, является пересказом 22-й главы книги Феодорита «История боголюбцев». Это описание, как и у Феодорита, состоит из двух частей. В каждой из частей отдельно рассказывается о каждом из них. То же самое сделано в книге Acta Sanctorum. Димитрий Ростовский в книге «Четьи Минеи (Жития святых)» исключил имя Лимния, а все события из жизни Фалассия и из жизни Лимния поместил как события жизни Фалассия. Таким образом, он составил смешанное житие.